# Kevin Danso
Kevin Danso (Voitsberg, 19 september 1998) is een Oostenrijks voetballer die doorgaans speelt als centrale verdediger. In juli 2025 verruilde hij RC Lens voor Tottenham Hotspur. Danso maakte in 2017 zijn debuut in het Oostenrijks voetbalelftal.

## Clubcarrière
Danso werd in Oostenrijk geboren als kind van Ghanese ouders. Op zesjarige leeftijd verhuisde hij naar het Engelse Milton Keynes. Daar speelde hij in de jeugdopleiding van Reading en daarna bij MK Dons. In 2014 verkaste de verdediger naar FC Augsburg. Zijn debuut in het eerste elftal maakte hij op 3 maart 2017, toen met 2–2 gelijkgespeeld werd tegen RB Leipzig. Konstantinos Stafylidis en Martin Hinteregger scoorden voor Augsburg en voor Leipzig troffen Timo Werner en Marvin Compper doel. Danso mocht van coach Manuel Baum in een driemansdefensie starten met Hinteregger en Gojko Kačar en hij speelde het gehele duel mee. Met zijn optreden werd hij de jongste speler van FC Augsburg ooit. Een week na zijn debuut ondertekende de Oostenrijker een vierjarige verbintenis bij de club. In januari 2019 verlengde hij dit contract tot medio 2024.
Voorafgaand aan het seizoen 2019/20 werd Danso voor één jaar verhuurd aan Southampton, dat tevens een optie tot koop kreeg op de Oostenrijker. Deze optie werd niet gelicht en voor het nieuwe seizoen huurde Fortuna Düsseldorf de verdediger. In augustus 2021 maakte Danso voor een bedrag van circa vijfenhalf miljoen euro de overstap naar RC Lens, waar hij zijn handtekening zette onder een verbintenis voor de duur van vijf seizoenen. Dit contract werd in de zomer van 2023 opengebroken en met een jaar verlengd. Tijdens het seizoen 2022/23 werd hij tweede met RC Lens, waardoor de club voor het eerst in eenentwintig jaar weer zou deelnemen aan de UEFA Champions League. In februari 2025 verkaste Danso naar Tottenham Hotspur, dat hem eerst een half jaar huurde en daarna voor een bedrag van circa vijfentwintig miljoen euro definitief overnam. Met Tottenham won hij de UEFA Europa League, door in de finale met 1–0 van Manchester United te winnen.

## Clubstatistieken
| Seizoen | Club                 | Competitie     | Competitie | Competitie | Beker | Beker | Internationaal | Internationaal | Totaal | Totaal |
| Seizoen | Club                 | Competitie     | Wed.       | Dlp.       | Wed.  | Dlp.  | Wed.           | Dlp.           | Wed.   | Dlp.   |
| ------- | -------------------- | -------------- | ---------- | ---------- | ----- | ----- | -------------- | -------------- | ------ | ------ |
| 2016/17 | FC Augsburg          | Bundesliga     | 7          | 0          | 0     | 0     | —              | —              | 7      | 0      |
| 2017/18 | FC Augsburg          | Bundesliga     | 16         | 2          | 0     | 0     | —              | —              | 16     | 2      |
| 2018/19 | FC Augsburg          | Bundesliga     | 18         | 1          | 3     | 0     | —              | —              | 21     | 1      |
| 2019/20 | → Southampton        | Premier League | 6          | 0          | 4     | 0     | —              | —              | 10     | 0      |
| 2020/21 | → Fortuna Düsseldorf | 2. Bundesliga  | 32         | 2          | 1     | 0     | —              | —              | 33     | 2      |
| 2021/22 | RC Lens              | Ligue 1        | 33         | 2          | 3     | 0     | —              | —              | 36     | 2      |
| 2022/23 | RC Lens              | Ligue 1        | 37         | 1          | 3     | 0     | —              | —              | 40     | 1      |
| 2023/24 | RC Lens              | Ligue 1        | 30         | 1          | 1     | 0     | 7              | 0              | 38     | 1      |
| 2024/25 | RC Lens              | Ligue 1        | 12         | 0          | 1     | 0     | 1              | 0              | 14     | 0      |
| 2024/25 | → Tottenham Hotspur  | Premier League | 10         | 0          | 2     | 0     | 3              | 0              | 15     | 0      |
| 2025/26 | Tottenham Hotspur    | Premier League | 0          | 0          | 0     | 0     | 0              | 0              | 0      | 0      |
| Totaal  | Totaal               | Totaal         | 201        | 9          | 18    | 0     | 11             | 0              | 230    | 9      |

Bijgewerkt op 4 juli 2025.

## Interlandcarrière
Danso maakte deel uit van verschillende Oostenrijkse nationale jeugdselecties. Hij nam met Oostenrijk –17 deel aan het EK –17 van 2015 en met Oostenrijk –21 aan het EK –21 van 2019. Danso maakte op 2 september 2017 zijn debuut in het Oostenrijks voetbalelftal, toen met 1–0 werd verloren van Wales door een doelpunt van de Welshe debutant Ben Woodburn. Danso begon aan het duel als wisselspeler en mocht van bondscoach Marcel Koller na zevenentwintig minuten invallen voor Sebastian Prödl.
In mei 2024 werd Danso door bondscoach Ralf Rangnick opgenomen in de voorselectie van Oostenrijk voor het EK 2024 in Duitsland. Op het toernooi overleefde Oostenrijk de groepsfase na een nederlaag tegen Frankrijk (0–1) en overwinningen op Polen (1–3) en Nederland (2–3). In de achtste finales was Turkije met 1–2 te sterk. Danso speelde in drie duels mee op het EK. Zijn toenmalige clubgenoten Przemysław Frankowski (Polen) en Brice Samba (Frankrijk) waren ook actief op het toernooi.
| Interlands van Kevin Danso voor Oostenrijk | Interlands van Kevin Danso voor Oostenrijk | Interlands van Kevin Danso voor Oostenrijk | Interlands van Kevin Danso voor Oostenrijk | Interlands van Kevin Danso voor Oostenrijk | Interlands van Kevin Danso voor Oostenrijk | Interlands van Kevin Danso voor Oostenrijk |
| №                                          | Datum                                      | Wedstrijd                                  | Uitslag                                    | Competitie                                 | Goals                                      |                                            |
| Als speler bij FC Augsburg                 | Als speler bij FC Augsburg                 | Als speler bij FC Augsburg                 | Als speler bij FC Augsburg                 | Als speler bij FC Augsburg                 | Als speler bij FC Augsburg                 | Als speler bij FC Augsburg                 |
| ------------------------------------------ | ------------------------------------------ | ------------------------------------------ | ------------------------------------------ | ------------------------------------------ | ------------------------------------------ | ------------------------------------------ |
| 1                                          | 2 september 2017                           | Wales – Oostenrijk                         | 1 – 0                                      | WK 2018 kwalificatie                       |                                            |                                            |
| 2                                          | 5 september 2017                           | Oostenrijk – Georgië                       | 1 – 1                                      | WK 2018 kwalificatie                       |                                            |                                            |
| 3                                          | 6 oktober 2017                             | Oostenrijk – Servië                        | 3 – 2                                      | WK 2018 kwalificatie                       |                                            |                                            |
| 4                                          | 9 oktober 2017                             | Moldavië – Oostenrijk                      | 0 – 1                                      | WK 2018 kwalificatie                       |                                            |                                            |
| 5                                          | 14 november 2017                           | Oostenrijk – Uruguay                       | 2 – 1                                      | Vriendschappelijk                          |                                            |                                            |
| 6                                          | 10 juni 2018                               | Oostenrijk – Brazilië                      | 0 – 3                                      | Vriendschappelijk                          |                                            |                                            |
| Als speler bij RC Lens                     |                                            |                                            |                                            |                                            |                                            |                                            |
| 7                                          | 3 juni 2022                                | Kroatië – Oostenrijk                       | 0 – 3                                      | Nations League 2022/23                     |                                            |                                            |
| 8                                          | 6 juni 2022                                | Oostenrijk – Denemarken                    | 1 – 2                                      | Nations League 2022/23                     |                                            |                                            |
| 9                                          | 10 juni 2022                               | Oostenrijk – Frankrijk                     | 1 – 1                                      | Nations League 2022/23                     |                                            |                                            |
| 10                                         | 13 juni 2022                               | Denemarken – Oostenrijk                    | 2 – 0                                      | Nations League 2022/23                     |                                            |                                            |
| 11                                         | 25 september 2022                          | Oostenrijk – Kroatië                       | 1 – 3                                      | Nations League 2022/23                     |                                            |                                            |
| 12                                         | 24 maart 2023                              | Oostenrijk – Azerbeidzjan                  | 4 – 1                                      | EK 2024 kwalificatie                       |                                            |                                            |
| 13                                         | 27 maart 2023                              | Oostenrijk – Estland                       | 2 – 1                                      | EK 2024 kwalificatie                       |                                            |                                            |
| 14                                         | 7 september 2023                           | Oostenrijk – Moldavië                      | 1 – 1                                      | Vriendschappelijk                          |                                            |                                            |
| 15                                         | 13 oktober 2023                            | Oostenrijk – België                        | 2 – 3                                      | EK 2024 kwalificatie                       |                                            |                                            |
| 16                                         | 21 november 2023                           | Oostenrijk – Duitsland                     | 2 – 0                                      | Vriendschappelijk                          |                                            |                                            |
| 17                                         | 23 maart 2024                              | Slowakije – Oostenrijk                     | 0 – 2                                      | Vriendschappelijk                          |                                            |                                            |
| 18                                         | 26 maart 2024                              | Oostenrijk – Turkije                       | 6 – 1                                      | Vriendschappelijk                          |                                            |                                            |
| 19                                         | 4 juni 2024                                | Oostenrijk – Servië                        | 6 – 1                                      | Vriendschappelijk                          |                                            |                                            |
| 20                                         | 8 juni 2024                                | Zwitserland – Oostenrijk                   | 6 – 1                                      | Vriendschappelijk                          |                                            |                                            |
| 21                                         | 17 juni 2024                               | Oostenrijk – Frankrijk                     | 0 – 1                                      | EK 2024                                    |                                            |                                            |
| 22                                         | 21 juni 2024                               | Polen – Oostenrijk                         | 1 – 3                                      | EK 2024                                    |                                            |                                            |
| 23                                         | 2 juli 2024                                | Oostenrijk – Turkije                       | 1 – 2                                      | EK 2024                                    |                                            |                                            |
| 24                                         | 14 november 2024                           | Kazachstan – Oostenrijk                    | 0 – 2                                      | Nations League 2024/25                     |                                            |                                            |
| Als speler bij Tottenham Hotspur           |                                            |                                            |                                            |                                            |                                            |                                            |
| 25                                         | 7 juni 2025                                | Oostenrijk – Roemenië                      | 2 – 1                                      | WK 2026 kwalificatie                       |                                            |                                            |

Bijgewerkt op 4 juli 2025.

## Erelijst
| UEFA Europa League | 1 | 2024/25 |